# Anna de Hessen
Anna de Hessen (en alemany Anna von Hessen) va néixer a Kassel (Alemanya) el 26 d'octubre de 1529 i va morir a Meisenheim el 10 de juliol de 1591. Era una princesa de Hessen, filla del landgravi Felip I de Hessen (1504-1567) i de Cristina de Saxònia (1505-1549).

## Matrimoni i fills
El 24 de febrer de 1544 es va casar amb Wolfgang del Palatinat-Zweibrücken (1526-1569), fill del comte palatí i duc de Zweibrücken Lluís II (1502-1532) i de la princesa Elisabet de Hessen (1503-1563). El matrimoni va tenir els següents fills:
- Cristina (1546-1619).
- Felip Lluís (1547-1614), casat amb Anna de Cleves (1552-1632).
- Joan I (1550-1604), casat amb Magdalena de Jülich-Cleves-Berg (1553-1633).
- Dorotea Agnàs (1551-1552).
- Elisabet (1553-1554).
- Anna (1554-1576).
- Elisabet (1555-1625).
- Otó Enric (1556-1604), casat amb Dorotea Maria de Württemberg (1559-1639).
- Frederic (1557-1597), Caterina Sofia de Liegnitz (1561-1608).
- Bàrbara (1559-1618), casada amb el comte Gottfried d'Oettingen-Oettingen (1554-1622).
- Carles I (1560-1600), casat amb Dorotea de Brunsvic-Lüneburg (1570-1649).
- Maria Elisabet (1561-1629), casada amb el comte Emich XII de Leiningen-Dagsburg-Hardenburg (1562-1607).
- Sussanna (1564-1565).